# Pokémon (anime)
Pokémon (ポケモン, Pokemon), abreviação do título japonês Pocket Monsters (ポケットモンスター, Poketto Monsutā; lit. "Monstros de Bolso"), e atualmente marcado em inglês como Pokémon: The Series (テレビ アニメ 「「 ポケット モンスター シリーズ, Terebi Anime 'Poketto Mansutā' Shirīzu; lit. TV Anime "Monstros de Bolso" As Séries), é uma série de anime kodomomuke de televisão, parte da franquia de mídia Pokémon da The Pokémon Company, que estreou na TV Tokyo em 1º de abril de 1997.
A franquia de anime consiste em oito séries sequenciais no Japão, cada uma baseada em uma parcela principal da série de jogos eletrônicos Pokémon. Nas transmissões internacionais, essas oito séries são divididas em 27 temporadas. A série originalmente seguiu Ash Ketchum, um jovem treinador de criaturas fictícias chamadas Pokémon. Acompanhado por seu parceiro Pokémon Pikachu e um elenco rotativo de personagens humanos, Ash embarca em uma jornada para se tornar um "Mestre Pokémon", viajando pelas várias regiões do mundo Pokémon e competindo em vários torneios de batalha Pokémon conhecidos como Liga Pokémon. No entanto, na 26ª temporada, um novo elenco é apresentado, com novos protagonistas Liko e Roy.
A série de anime é acompanhada por programação spin-off; incluindo Pokémon Chronicles, uma série de histórias secundárias; e a variedade de ação ao vivo e programas de notícias relacionados a Pokémon; como Pocket Monsters Encore, Weekly Pokémon Broadcasting Station, Pokémon☆Sunday, Pokémon Smash!, Pokémon Get☆TV, Meet Up at the Pokémon House? e Where are we going with Pokémon!?.
A série de anime Pokémon foi amplamente creditada por permitir que o anime se tornasse mais popular e familiar em todo o mundo, especialmente nos Estados Unidos, onde muitos filmes de Pokémon estão entre os filmes de anime de maior bilheteria. Também é considerada uma das primeiras séries de anime na televisão a atingir esse nível de sucesso mainstream com o público ocidental, além de ser creditada por permitir que a série de jogos atingisse tal grau de popularidade e vice-versa. Pokémon é considerado a adaptação de jogos eletrônicos de maior sucesso de todos os tempos, com mais de 1.200 episódios. Foi transmitido e adaptado para os mercados internacionais de televisão, sendo exibido simultaneamente em 192 países em todo o mundo e um dos programas mais assistidos na Netflix, em 2016.

## Enredo

### Pokémon, a Série(1997–2023)

#### Pocket Monsters(1997–2002)

##### O Início(Vermelho e Azul) (1997–1999)
Depois de completar 10 anos, Ash Ketchum (Satoshi no Japão) finalmente tem permissão para começar sua jornada no mundo dos Pokémon e sonha em se tornar um Mestre Pokémon. No dia em que ele receberia seu primeiro Pokémon, Ash acorda em pânico, tendo dormido demais por ter assistido uma batalha de Pokémon na noite anterior. O Professor Samuel Carvalho (Dr. Yukinari Okido em japonês e Professor Samuel Oak em inglês), o pesquisador local de Pokémon, já tinha doado os três últimos Pokémon iniciais de Kanto:Bulbasaur (pokémon planta), Charmander (lagarto de fogo) e Squirtle (tartaruga aquática) a novos Treinadores Pokémon quando Ash finalmente chegou atrasado ao Laboratório de Carvalho. O único Pokémon que ele ainda possuía era um Pikachu (conhecido como rato elétrico), que ele dá para Ash. 
Determinado a começar sua jornada, Ash tenta de todas as formas fazer amizade com Pikachu, mas este além de ser teimoso e não confiar nele, se recusa a voltar para a sua Pokébola, atacando Ash com seus poderes elétricos. É só depois que Ash protege Pikachu de um grupo de Spearow (pokémons pássaros) irritados que o pokémon percebe o quanto seu novo treinador se preocupa com ele, levando-o a salvar Ash. Depois, ambos veem um Pokémon misterioso e não identificável voando pelos céus em direção ao oeste que estimula os dois a trabalharem para alcançar o objetivo de Ash.
Ao longo do caminho, Ash faz muitos amigos humanos e Pokémon enquanto ele batalha no ranque das muitas Ligas Pokémon do mundo. Através da região de Kanto, Ash faz amizade com a treinadora de Pokémon de água e antiga Líder de Ginásio da Cidade de Cerulean, Misty Willams (Kasumi), e o Líder de Ginásio da Cidade de Pewter, Brock Harrison (Takeshi), além de sempre frustrar os planos do trio Jessie (Musashi), James (Kojiro) e Miau (Nyarth em japonês e Meowth em inglês), que fazem parte da "Equipe Rocket", uma organização de bandidos que visam roubar e controlar os pokémons dos outros e usá-los para dominar o mundo. Ele vive tudo Isso enquanto lida com seu rival de infância, Gary Carvalho (Shigeru Okido em japonês e Gary Oak em inglês), neto do Professor Carvalho, que também é treinador de Pokémon e sempre se mantém à frente dele. 
Em todas as regiões que os protagonistas viajam, existe uma liga em que inúmeros treinadores pokémon habilidosos participam para demonstrar suas habilidades: A liga pokémon. Porém para conseguir entrar nessa liga, é preciso que os treinadores encontrem os ginásios pokémon que ficam nas regiões, derrotar os líderes desses ginásios e coletar 8 insígnias. Após coletar todas as oito insígnias, Ash participa da Liga Indigo; ele chega ao top 16 antes de perder para seu amigo Richie.
Quando o grupo viaja ao sul para as Ilhas Laranja, Brock decide ficar com a professora local, Ivy, deixando Ash e Misty para continuarem viajando juntos. Depois de um tempo, eles se encontram e começam a viajar com o Observador de Pokémon e artista Tracey Sketchit (Kenji). Quando chegam a Cidade de Pallet, em Kanto, Tracey decide ficar com o professor Carvalho e Brock se junta ao grupo novamente.

##### A Série Ouro e Prata(1999–2002)
Deixando a Cidade de Pallet, Ash, Pikachu, Misty e Brock voltam à estrada em direção ao oeste a caminho de seu próximo desafio: A Região de Johto! Apesar de ainda ter de cumprir uma tarefa para o Professor Carvalho, Ash pula de cabeça na Liga Johto, enfrentando um par de Líderes de Ginásio e adicionando Pokémon como Totodile, Chikorita e Cyndaquil à sua equipe de pokémons. Adiante, nossos heróis encontrarão muitos Pokémon nunca vistos antes... assim como empolgantes batalhas, excitantes aventuras e as tramóias da Equipe Rocket!
Ash derrota Gary nas oitavas de final da Liga Johto e o faz reconsiderar seu propósito na vida. Depois de avançar para as quartas de final, Ash perde para um treinador chamado Harrison, que informa Ash sobre uma região a sudoeste chamada Hoenn, que possui pokémons mais poderosos do que os das outras regiões que ele visitou.

#### Advanced Generation/A Série Rubi e Safira(2002–2006)
Quando Ash sai em jornada a sudoeste em direção a região de Hoenn no final da série original, Misty retorna a Cidade de Cerulean em Kanto para se tornar a Líder de Ginásio da Cidade de Cerulean em tempo integral. Brock o segue até Hoenn e Ash ganha novos companheiros, sendo eles a coordenadora Pokémon May (Haruka) e seu irmão mais novo Max (Masato), filhos de um dos 8 líderes de ginásio de Hoenn. Juntos, além da Equipe Rocket, eles terão de enfrentar as equipes rivais e malignas de Hoenn: Equipe Magma e Equipe Aqua, que tem o objetivo de controlar dois pokémons lendários importantíssimos para essa região.
Ash derrota todos os oito líderes de ginásio de Hoenn e participa da Liga Hoenn, mas perde para Tyson, nas quartas de final, colocando-o no Top 8. Tyson se torna o Vencedor da Liga Hoenn.
Depois de voltar a Kanto com May e Brock, Ash decide participar do desafio Batalha da Fronteira, um desafio onde Ash luta contra os 7 treinadores mais fortes de Kanto, tudo para testar suas habilidades como treinador que ele adquiriu ao longo de sua jornada. Após derrotar o último e mais poderoso cérebro da fronteira chamando Brandon, Ash vai ao laboratório do professor carvalho e encontra seu rival, Gary. Depois de perder uma batalha para Electivire, um Pokémon elétrico da região de Sinnoh que Gary capturou e que ele nunca tinha visto antes, Ash decide viajar para Sinnoh.

#### A Série Diamante e Pérola(2006–2010)
Ash viaja com Brock, uma última vez, em direção ao norte para a região de Sinnoh, com May e Max seguindo seus próprios caminhos. Ash e Brock encontram Dawn (Hikari), outra coordenadora Pokémon, que viaja com eles em Sinnoh, onde eles devem derrotar não só a Equipe Rocket, mas também Cyrus e sua Equipe Galáctica.
Ash derrota todos os oito líderes de ginásio de Sinnoh para participar da Liga de Sinnoh, no entanto Ash perde para Tobias nas semifinais, colocando-o no Top 4 e Tobias se tornou o vencedor da Liga Sinnoh.

#### Best Wishes!/A Série Preto e Branco(2010–2013)
Ash, sua mãe Delia e o professor Carvalho tiram férias na distante região de Unova, onde ele conhece e viaja com uma futura mestre de dragões Iris e o Líder de Ginásio da Cidade de Striaton, conhecedor Pokémon, e às vezes detetive chamado Cilan (Dent). Durante a jornada, eles descobrem os planos malignos da Equipe Plasma, uma organização criminosa que quer libertar os Pokémon da propriedade das pessoas para que possam governar o mundo sem oposição, além da Equipe Rocket, que está mais maquiavélica e poderosa do que nunca esteve. Depois de ganhar todas as oito insígnias de Unova, Ash, Iris e Cilan viajam pelo lado leste de Unova para se preparar para o Torneio da Liga Pokémon Unova, após o qual conhecem N, que é fundamental para derrotar a Equipe Plasma. 
Depois de ganhar todas as oito insígnias de Unova e frustrar os planos da Equipe Plasma, Ash perde para Cameron, nas quartas de final da Liga Unovz, colocando-o no Top 8. No entanto, Cameron perde para Virgil nas semifinais, colocando-o no Top 4.
Depois disso, Ash, Iris e Cilan viajam pelas ilhas Decolore antes de Ash voltar para a Cidade de Pallet e conhecer a repórter investigativa Alexa (Pansy), que é da distante região de Kalos. Tendo chegado em Kanto, Iris e Cilan viajam para Johto enquanto Ash e Alexa vão para Kalos logo depois de Ash se reunir com sua mãe e receber uma nova roupa dela.

#### A Série XY(2013–2016)
Ash e Alexa chegam na região de Kalos e Ash está ansioso para começar a ganhar suas insígnias de Ginásio. Mas depois que Alexa informa a Ash que sua irmã, uma Líder de Ginásio, está ausente, Ash viaja para a Cidade de Lumiose onde ele conhece o menino-gênio Clemont (Citron) e sua irmã mais nova Bonnie (Eureka), sem saber que Clemont é, na verdade, Líder de Ginásio da Cidade de Lumiose - um fato que ele tenta ao máximo esconder. 
Ash também se reúne com Serena, uma garota da Cidade de Vaniville que Ash conheceu em sua infância no acampamento de verão do Professor Carvalho em Pallet Town. Durante esse tempo ele a ajudou durante uma situação difícil, e ela tem sentimentos por ele desde então.
Depois de viajar com eles para se preparar para o Torneio de Liga de Pokémon de Kalos, Ash concorre e avança até a final, onde ele perde para Alain (Alan), um membro da Equipe Flare, a organização criminosa da região de Kalos. Uma vez que Ash descobre as verdadeiras intenções do misterioso jovem, Alain decide abandonar a Equipe Flare e se junta ao protagonista e seus amigos para parar os planos da equipe do mal. Despedindo-se de seus amigos em Kalos, Ash mais uma vez retorna a Pallet.

#### A Série Sol e Lua(2016–2019)
Ash, Delia e Mr. Mime, apelidado de Mime, estão de férias na região de Alola, quando Ash tem um encontro com Tapu Koko, o guardião Pokémon da Ilha de Melemele, que o apresenta a Pulseira Z, um dispositivo que, quando emparelhado com um cristal especial, permite que um Pokémon lance um movimento poderoso quando sincronizado com seu treinador. Isso o leva a ficar em Alola e se matricular na escola Pokémon local.
Quando ele decide realizar os testes necessários para dominar o poder do Anel Z, os novos colegas de classe de Ash: Victoria, Lulú, Lillian, Cris e Kiawe decidem ajudá-lo. 
Equipe Rocket, com James sendo mais decisivo e líder do que na série anterior, também estão nas Ilhas de Alola, e uma piada é que eles se tornaram "adotados" por um Bewear que aparece e os leva de volta para sua caverna, todas as vezes em que são derrotados, ao invés da tradicional conclusão "Equipe Rocket Decolando de Novo". 
Equipe Skull mal aparecem na série e são facilmente derrotados por movimentos Z. É a Equipe Rocket que vai atrás do lendário Necrozma, e a empresária Samina e o cientista Fábio que estão interessados em Nebulino e nas misteriosas Ultra Criaturas.
O professor Nogueira inaugura a primeira liga oficial de Alola, e no final das contas, Ash vence uma liga pela primeira vez se tornando o primeiro campeão de Alola. Depois, a Escola Pokémon entra de férias e Ash decide voltar para Kanto.

#### Pocket Monsters/Jornadas: A Série(Espada e Escudo) (2019–2023)
Ash e seu novo amigo Goh tornam-se pesquisadores do Professor Cerejeira, com a tarefa de coletar informações sobre Pokémon de Kanto a Galar.
Enquanto isso, Ash compete na Campeonato da Coroação Mundial, um torneio mundial realizado para decidir o treinador mais forte do mundo, a fim de lutar contra Leon, o campeão da região de Galar e atual monarca; Goh tenta capturar todos os Pokémon, incluindo Mew, e mais tarde participa de missões experimentais de um projeto de pesquisa chamado "Projeto Mew" para ser um Chaser e encontrar Mew. Ash derrota Leon na rodada final do Torneio dos Oitos Mestres do Campeonato da Coroação Mundial e se torna o novo Monarca.
Goh e outros membros do Projeto Mew viajam para Ilha Remota, onde encontram Mew e Goh faz amizade com ele em vez de pegá-lo. Com seus objetivos alcançados, Ash e Goh seguem caminhos separados.
Ash e Pikachu retomam suas viagens, então eles se reúnem novamente com Misty e Brock e decidem viajar juntos novamente para lembrar dos velhos tempos.
Depois de viajar por um tempo, Ash, Brock e Misty voltam para suas casas. Então, Ash decide viajar novamente para conhecer e fazer amizade com novos Pokémon, a fim de atingir seu objetivo de se tornar um Mestre Pokémon.

### Pocket Monsters/Pokémon Horizontes: A Série(Escarlate e Violeta) (2023–presente)
Liko, uma garota da região de Paldea, que usa um pingente misterioso, e Rain (Roy), um garoto da região de Kanto, que possui uma misteriosa Pokébola antiga, se juntam a um grupo de aventureiros chamados Valente Olivine e partem para viajar pelo mundo.
Depois de descobrir que o pingente de Liko contém um Pokémon chamado Terapagos e a antiga Pokébola contém um Black Rayquaza, ambos pertencentes ao lendário aventureiro Lucius, os Valente Olivine decidem encontrar os seis Pokémon de Lucius conhecidos como os "Seis Heróis".
Mais tarde, Liko, Rain e Dot ingressam na Orange Academy para aprender sobre o fenômeno Terastal; depois de se formar na Orange Academy, eles continuam sua busca para encontrar os "Seis Heróis" com os Rising Volt Tacklers.

## Personagens

### Principais
| Participação | Participação               | Participação |
| ------------ | -------------------------- | ------------ |
| Principal    | Participação ou Recorrente | — Ausente    |

| Personagens     | Temporadas  | Temporadas                  | Temporadas      | Temporadas             | Temporadas   | Temporadas | Temporadas       | Temporadas       | Temporadas               | Temporadas        | Temporadas          | Temporadas          | Temporadas              | Temporadas     | Temporadas      | Temporadas         | Temporadas | Temporadas  | Temporadas | Temporadas   | Temporadas      | Temporadas   | Temporadas |
| Personagens     | Liga Índigo | Aventuras nas Ilhas Laranja | A Jornada Johto | Campeões da Liga Johto | Master Quest | Avançado   | Desafio Avançado | Batalha Avançada | Batalha Entre Fronteiras | Diamante e Pérola | Batalha Dimensional | Batalhas Galácticas | Campeões da Liga Sinnoh | Branco e Preto | Destinos Rivais | Aventuras em Unova | XY         | Kalos Quest | XY&Z       | Sol e Lua    | Ultra Aventuras | Ultra Lendas | Jornadas   |
| --------------- | ----------- | --------------------------- | --------------- | ---------------------- | ------------ | ---------- | ---------------- | ---------------- | ------------------------ | ----------------- | ------------------- | ------------------- | ----------------------- | -------------- | --------------- | ------------------ | ---------- | ----------- | ---------- | ------------ | --------------- | ------------ | ---------- |
| Ash Ketchum     | Principal   | Principal                   | Principal       | Principal              | Principal    | Principal  | Principal        | Principal        | Principal                | Principal         | Principal           | Principal           | Principal               | Principal      | Principal       | Principal          | Principal  | Principal   | Principal  | Principal    | Principal       | Principal    | Principal  |
| Pikachu         | Principal   | Principal                   | Principal       | Principal              | Principal    | Principal  | Principal        | Principal        | Principal                | Principal         | Principal           | Principal           | Principal               | Principal      | Principal       | Principal          | Principal  | Principal   | Principal  | Principal    | Principal       | Principal    | Principal  |
| Jessie          | Principal   | Principal                   | Principal       | Principal              | Principal    | Principal  | Principal        | Principal        | Principal                | Principal         | Principal           | Principal           | Principal               | Principal      | Principal       | Principal          | Principal  | Principal   | Principal  | Principal    | Principal       | Principal    | Principal  |
| James           | Principal   | Principal                   | Principal       | Principal              | Principal    | Principal  | Principal        | Principal        | Principal                | Principal         | Principal           | Principal           | Principal               | Principal      | Principal       | Principal          | Principal  | Principal   | Principal  | Principal    | Principal       | Principal    | Principal  |
| Meowth          | Principal   | Principal                   | Principal       | Principal              | Principal    | Principal  | Principal        | Principal        | Principal                | Principal         | Principal           | Principal           | Principal               | Principal      | Principal       | Principal          | Principal  | Principal   | Principal  | Principal    | Principal       | Principal    | Principal  |
| Misty Williams  | Principal   | Principal                   | Principal       | Principal              | Principal    | —          | Participação     | Participação     | —                        | —                 | —                   | —                   | —                       | —              | —               | —                  | —          | —           | —          | Participação | —               | Participação | —          |
| Brock Harrison  | Principal   | Recorrente                  | Principal       | Principal              | Principal    | Principal  | Principal        | Principal        | Principal                | Principal         | Principal           | Principal           | Principal               | —              | —               | —                  | —          | —           | —          | Participação | —               | Participação | —          |
| Tracey Sketchot | —           | Principal                   | —               | —                      | Participação | —          | —                | —                | Participação             | —                 | —                   | —                   | —                       | —              | —               | —                  | —          | —           | —          | —            | —               | —            | —          |
| May             | —           | —                           | —               | —                      | —            | Principal  | Principal        | Principal        | Principal                | —                 | Participação        | —                   | —                       | —              | —               | —                  | —          | —           | —          | —            | —               | —            | —          |
| Max             | —           | —                           | —               | —                      | —            | Principal  | Principal        | Principal        | Principal                | —                 | Participação        | —                   | —                       | —              | —               | —                  | —          | —           | —          | —            | —               | —            | —          |
| Dawn            | —           | —                           | —               | —                      | —            | —          | —                | —                | —                        | Principal         | Principal           | Principal           | Principal               | —              | Participação    | —                  | —          | —           | —          | —            | —               | —            | —          |
| Íris            | —           | —                           | —               | —                      | —            | —          | —                | —                | —                        | —                 | —                   | —                   | —                       | Principal      | Principal       | Principal          | —          | —           | —          | —            | —               | —            | —          |
| Cilan           | —           | —                           | —               | —                      | —            | —          | —                | —                | —                        | —                 | —                   | —                   | —                       | Principal      | Principal       | Principal          | —          | —           | —          | —            | —               | —            | —          |
| Clemont         | —           | —                           | —               | —                      | —            | —          | —                | —                | —                        | —                 | —                   | —                   | —                       | —              | —               | —                  | Principal  | Principal   | Principal  | —            | —               | —            | —          |
| Bonnie          | —           | —                           | —               | —                      | —            | —          | —                | —                | —                        | —                 | —                   | —                   | —                       | —              | —               | —                  | Principal  | Principal   | Principal  | —            | —               | —            | —          |
| Serena          | —           | —                           | —               | —                      | —            | —          | —                | —                | —                        | —                 | —                   | —                   | —                       | —              | —               | —                  | Principal  | Principal   | Principal  | —            | —               | —            | —          |
| Victória/Lana   | —           | —                           | —               | —                      | —            | —          | —                | —                | —                        | —                 | —                   | —                   | —                       | —              | —               | —                  | —          | —           | —          | Principal    | Principal       | Principal    | —          |
| Kiawe           | —           | —                           | —               | —                      | —            | —          | —                | —                | —                        | —                 | —                   | —                   | —                       | —              | —               | —                  | —          | —           | —          | Principal    | Principal       | Principal    | —          |
| Lulú/Mallow     | —           | —                           | —               | —                      | —            | —          | —                | —                | —                        | —                 | —                   | —                   | —                       | —              | —               | —                  | —          | —           | —          | Principal    | Principal       | Principal    | —          |
| Chris/Sophocles | —           | —                           | —               | —                      | —            | —          | —                | —                | —                        | —                 | —                   | —                   | —                       | —              | —               | —                  | —          | —           | —          | Principal    | Principal       | Principal    | —          |
| Lillian/Lillie  | —           | —                           | —               | —                      | —            | —          | —                | —                | —                        | —                 | —                   | —                   | —                       | —              | —               | —                  | —          | —           | —          | Principal    | Principal       | Principal    | —          |
| Goh             | —           | —                           | —               | —                      | —            | —          | —                | —                | —                        | —                 | —                   | —                   | —                       | —              | —               | —                  | —          | —           | —          | —            | —               | —            | Principal  |
| Koharu/Chloe    | —           | —                           | —               | —                      | —            | —          | —                | —                | —                        | —                 | —                   | —                   | —                       | —              | —               | —                  | —          | —           | —          | —            | —               | —            | Principal  |

### Amigos e Rivais
| Participação | Participação | Participação |
| ------------ | ------------ | ------------ |
| Principal    | Participação | — Ausente    |

| Personagem       | Temporadas   | Temporadas | Temporadas   | Temporadas   | Temporadas   | Temporadas | Temporadas | Temporadas   | Temporadas   | Temporadas   | Temporadas   | Temporadas   | Temporadas   | Temporadas | Temporadas   | Temporadas   | Temporadas | Temporadas   | Temporadas | Temporadas | Temporadas | Temporadas |
| Personagem       | 1.ª          | 2.ª        | 3.ª          | 4.ª          | 5.ª          | 6.ª        | 7.ª        | 8.ª          | 9.ª          | 10.ª         | 11.ª         | 12.ª         | 13.ª         | 14.ª       | 15.ª         | 16.ª         | 17.ª       | 18.ª         | 19.ª       | 20.ª       | 21.ª       | 22.ª       |
| ---------------- | ------------ | ---------- | ------------ | ------------ | ------------ | ---------- | ---------- | ------------ | ------------ | ------------ | ------------ | ------------ | ------------ | ---------- | ------------ | ------------ | ---------- | ------------ | ---------- | ---------- | ---------- | ---------- |
| Gary             | Principal    | Principal  | Principal    | Principal    | Principal    | —          | —          | —            | Participação | Participação | Participação | Participação | —            | —          | —            | —            | —          | —            | —          | —          | —          | —          |
| Snap/Todd        | Participação | —          | —            | —            | —            | —          | —          | —            | —            | —            | —            | —            | —            | —          | —            | —            | —          | —            | —          | —          | —          | —          |
| Duplica          | Participação | —          | —            | Participação | —            | —          | —          | —            | —            | —            | —            | —            | —            | —          | —            | —            | —          | —            | —          | —          | —          | —          |
| Ritchie          | Participação | —          | —            | —            | Participação | —          | —          | —            | —            | —            | —            | —            | —            | —          | —            | —            | —          | —            | —          | —          | —          | —          |
| Casey            | —            | —          | Participação | Participação | Participação | —          | —          | —            | —            | —            | —            | —            | —            | —          | —            | —            | —          | —            | —          | —          | —          | —          |
| Harrison         | —            | —          | —            | —            | Participação | —          | —          | —            | —            | —            | —            | —            | —            | —          | —            | —            | —          | —            | —          | —          | —          | —          |
| Macey            | —            | —          | —            | —            | Participação | —          | —          | —            | —            | —            | —            | —            | —            | —          | —            | —            | —          | —            | —          | —          | —          | —          |
| Jackson          | —            | —          | —            | —            | Participação | —          | —          | —            | —            | —            | —            | —            | —            | —          | —            | —            | —          | —            | —          | —          | —          | —          |
| Eusine           | —            | —          | —            | —            | Participação | —          | —          | —            | —            | —            | —            | —            | —            | —          | —            | —            | —          | —            | —          | —          | —          | —          |
| Sakura           | —            | —          | —            | Participação | Participação | —          | —          | —            | —            | —            | —            | —            | —            | —          | —            | —            | —          | —            | —          | —          | —          | —          |
| Drew             | —            | —          | —            | —            | —            | Principal  | Principal  | Principal    | Principal    | —            | Participação | —            | —            | —          | —            | —            | —          | —            | —          | —          | —          | —          |
| Harley           | —            | —          | —            | —            | —            | —          | —          | Principal    | Principal    | —            | Participação | —            | —            | —          | —            | —            | —          | —            | —          | —          | —          | —          |
| Morrison         | —            | —          | —            | —            | —            | —          | —          | Participação | —            | —            | —            | —            | —            | —          | —            | —            | —          | —            | —          | —          | —          | —          |
| Tyson            | —            | —          | —            | —            | —            | —          | —          | Participação | —            | —            | —            | —            | —            | —          | —            | —            | —          | —            | —          | —          | —          | —          |
| Robert           | —            | —          | —            | —            | —            | —          | —          | Participação | —            | —            | —            | —            | —            | —          | —            | —            | —          | —            | —          | —          | —          | —          |
| Solidad          | —            | —          | —            | —            | —            | —          | —          | —            | Participação | —            | Participação | —            | —            | —          | —            | —            | —          | —            | —          | —          | —          | —          |
| Paul             | —            | —          | —            | —            | —            | —          | —          | —            | —            | Principal    | Principal    | Principal    | Principal    | —          | —            | —            | —          | —            | —          | —          | —          | —          |
| Barry            | —            | —          | —            | —            | —            | —          | —          | —            | —            | —            | Principal    | Principal    | Principal    | —          | —            | —            | —          | —            | —          | —          | —          | —          |
| Zoey             | —            | —          | —            | —            | —            | —          | —          | —            | —            | Principal    | Principal    | Principal    | Principal    | —          | —            | —            | —          | —            | —          | —          | —          | —          |
| Nando            | —            | —          | —            | —            | —            | —          | —          | —            | —            | Principal    | Principal    | Principal    | Principal    | —          | —            | —            | —          | —            | —          | —          | —          | —          |
| Kenny            | —            | —          | —            | —            | —            | —          | —          | —            | —            | Principal    | Principal    | Principal    | Principal    | —          | —            | —            | —          | —            | —          | —          | —          | —          |
| Conway           | —            | —          | —            | —            | —            | —          | —          | —            | —            | Principal    | Principal    | —            | Participação | —          | —            | —            | —          | —            | —          | —          | —          | —          |
| Ursula           | —            | —          | —            | —            | —            | —          | —          | —            | —            | —            | —            | Participação | Principal    | Principal  | —            | —            | —          | —            | —          | —          | —          | —          |
| Angie            | —            | —          | —            | —            | —            | —          | —          | —            | —            | —            | Participação | —            | —            | —          | —            | —            | —          | —            | —          | —          | —          | —          |
| Lyra             | —            | —          | —            | —            | —            | —          | —          | —            | —            | —            | —            | Participação | —            | —          | —            | —            | —          | —            | —          | —          | —          | —          |
| Khoury           | —            | —          | —            | —            | —            | —          | —          | —            | —            | —            | —            | Participação | —            | —          | —            | —            | —          | —            | —          | —          | —          | —          |
| Cheryl           | —            | —          | —            | —            | —            | —          | —          | —            | —            | Participação | —            | —            | —            | —          | —            | —            | —          | —            | —          | —          | —          | —          |
| Mira             | —            | —          | —            | —            | —            | —          | —          | —            | —            | Participação | —            | —            | —            | —          | —            | —            | —          | —            | —          | —          | —          | —          |
| Riley            | —            | —          | —            | —            | —            | —          | —          | —            | —            | —            | —            | Participação | —            | —          | —            | —            | —          | —            | —          | —          | —          | —          |
| Marley           | —            | —          | —            | —            | —            | —          | —          | —            | —            | —            | —            | —            | Participação | —          | —            | —            | —          | —            | —          | —          | —          | —          |
| Buck             | —            | —          | —            | —            | —            | —          | —          | —            | —            | —            | —            | —            | Participação | —          | —            | —            | —          | —            | —          | —          | —          | —          |
| Tobias           | —            | —          | —            | —            | —            | —          | —          | —            | —            | —            | —            | —            | Participação | —          | —            | —            | —          | —            | —          | —          | —          | —          |
| Trip             | —            | —          | —            | —            | —            | —          | —          | —            | —            | —            | —            | —            | —            | Principal  | Principal    | Principal    | —          | —            | —          | —          | —          | —          |
| Stephan          | —            | —          | —            | —            | —            | —          | —          | —            | —            | —            | —            | —            | —            | Principal  | Principal    | Principal    | —          | —            | —          | —          | —          | —          |
| Burgundy         | —            | —          | —            | —            | —            | —          | —          | —            | —            | —            | —            | —            | —            | Principal  | Principal    | —            | —          | —            | —          | —          | —          | —          |
| Georgia          | —            | —          | —            | —            | —            | —          | —          | —            | —            | —            | —            | —            | —            | Principal  | Principal    | —            | —          | —            | —          | —          | —          | —          |
| Luke             | —            | —          | —            | —            | —            | —          | —          | —            | —            | —            | —            | —            | —            | Principal  | Principal    | —            | —          | —            | —          | —          | —          | —          |
| Montgomery       | —            | —          | —            | —            | —            | —          | —          | —            | —            | —            | —            | —            | —            | —          | Participação | —            | —          | —            | —          | —          | —          | —          |
| Bianca           | —            | —          | —            | —            | —            | —          | —          | —            | —            | —            | —            | —            | —            | Principal  | Principal    | Principal    | —          | —            | —          | —          | —          | —          |
| Cheren           | —            | —          | —            | —            | —            | —          | —          | —            | —            | —            | —            | —            | —            | —          | —            | Participação | —          | —            | —          | —          | —          | —          |
| Cameron          | —            | —          | —            | —            | —            | —          | —          | —            | —            | —            | —            | —            | —            | —          | Principal    | Principal    | —          | —            | —          | —          | —          | —          |
| Virgil           | —            | —          | —            | —            | —            | —          | —          | —            | —            | —            | —            | —            | —            | —          | —            | Principal    | —          | —            | —          | —          | —          | —          |
| Alain            | —            | —          | —            | —            | —            | —          | —          | —            | —            | —            | —            | —            | —            | —          | —            | —            | —          | —            | Principal  | —          | —          | —          |
| Mairin           | —            | —          | —            | —            | —            | —          | —          | —            | —            | —            | —            | —            | —            | —          | —            | —            | —          | —            | Principal  | —          | —          | —          |
| Shauna           | —            | —          | —            | —            | —            | —          | —          | —            | —            | —            | —            | —            | —            | —          | —            | —            | Principal  | Principal    | Principal  | —          | —          | —          |
| Tierno           | —            | —          | —            | —            | —            | —          | —          | —            | —            | —            | —            | —            | —            | —          | —            | —            | Principal  | Principal    | Principal  | —          | —          | —          |
| Trevor           | —            | —          | —            | —            | —            | —          | —          | —            | —            | —            | —            | —            | —            | —          | —            | —            | Principal  | Participação | Principal  | —          | —          | —          |
| Nini             | —            | —          | —            | —            | —            | —          | —          | —            | —            | —            | —            | —            | —            | —          | —            | —            | —          | Principal    | Principal  | —          | —          | —          |
| Sanpei           | —            | —          | —            | —            | —            | —          | —          | —            | —            | —            | —            | —            | —            | —          | —            | —            | Principal  | Principal    | Principal  | —          | —          | —          |
| Miette           | —            | —          | —            | —            | —            | —          | —          | —            | —            | —            | —            | —            | —            | —          | —            | —            | Principal  | Principal    | Principal  | —          | —          | —          |
| Sawyer           | —            | —          | —            | —            | —            | —          | —          | —            | —            | —            | —            | —            | —            | —          | —            | —            | —          | Principal    | Principal  | —          | —          | —          |
| Gladion (Gladio) | —            | —          | —            | —            | —            | —          | —          | —            | —            | —            | —            | —            | —            | —          | —            | —            | —          | —            | —          | Principal  | Principal  | Principal  |
| Hau (Hibi)       | —            | —          | —            | —            | —            | —          | —          | —            | —            | —            | —            | —            | —            | —          | —            | —            | —          | —            | —          | —          | Principal  | Principal  |

## Mídia

### Anime

#### Temporadas e episódios

Ash Ketchum segurando Pikachu no primeiro episódio, "Pokémon, I Choose You!".

No Japão, Pocket Monsters é atualmente transmitido como oito séries sequenciais, cada uma baseada em uma parcela da principal série de jogos eletrônicos. O anime é exibido continuamente durante todo o ano, com folgas regulares para eventos esportivos e especiais de televisão. Em sua transmissão internacional, os episódios de Pokémon estão atualmente divididos em 27 temporadas, a partir de 2022, executando um número fixo de episódios, usando uma sequência de abertura específica e exibindo uma legenda diferente para cada nova temporada.
| Série              | Série                                   | Geração  | Temporada                        | Exibição original      | Exibição original      | Episódios |
| Série              | Série                                   | Geração  | Temporada                        | Estreia                | Final                  | Episódios |
| ------------------ | --------------------------------------- | -------- | -------------------------------- | ---------------------- | ---------------------- | --------- |
|                    | O Início/Ouro e Prata (Original series) | Primeira | Liga Índigo                      | 1 de abril de 1997     | 21 de janeiro de 1999  | 1-82      |
|                    | O Início/Ouro e Prata (Original series) | Primeira | Aventuras nas Ilhas Laranja      | 28 de janeiro de 1999  | 7 de outubro de 1999   | 83-118    |
|                    | O Início/Ouro e Prata (Original series) | Segunda  | A Jornada Johto                  | 14 de outubro de 1999  | 27 de julho de 2000    | 119-159   |
|                    | O Início/Ouro e Prata (Original series) | Segunda  | Campeões da Liga Johto           | 3 de agosto de 2000    | 2 de agosto de 2001    | 160-211   |
|                    | O Início/Ouro e Prata (Original series) | Segunda  | Master Quest                     | 9 de agosto de 2001    | 14 de novembro de 2002 | 212-276   |
|                    | Rubi e Safira (Advanced Generation)     | Terceira | Avançado                         | 21 de novembro de 2002 | 28 de agosto de 2003   | 277-316   |
|                    | Rubi e Safira (Advanced Generation)     | Terceira | Desafio Avançado                 | 4 de setembro de 2003  | 2 de setembro de 2004  | 317-368   |
|                    | Rubi e Safira (Advanced Generation)     | Terceira | Batalha Avançada                 | 9 de setembro de 2004  | 29 de setembro de 2005 | 369-422   |
|                    | Rubi e Safira (Advanced Generation)     | Terceira | Batalha da Fronteira             | 6 de outubro de 2005   | 14 de setembro de 2006 | 423-469   |
|                    | Diamante e Pérola (Diamond & Pearl)     | Quarta   | Diamante e Pérola                | 28 de setembro de 2006 | 25 de outubro de 2007  | 470-521   |
|                    | Diamante e Pérola (Diamond & Pearl)     | Quarta   | Batalha Dimensional              | 8 de novembro de 2007  | 4 de dezembro de 2008  | 522-573   |
|                    | Diamante e Pérola (Diamond & Pearl)     | Quarta   | Batalhas Galácticas              | 4 de dezembro de 2008  | 24 de dezembro de 2009 | 574-626   |
|                    | Diamante e Pérola (Diamond & Pearl)     | Quarta   | Vencedores da Liga Sinnoh        | 7 de janeiro de 2010   | 9 de setembro de 2010  | 627-660   |
|                    | Preto e Branco (Black & White)          | Quinta   | Preto e Branco                   | 23 de setembro de 2010 | 15 de setembro de 2011 | 661-710   |
|                    | Preto e Branco (Black & White)          | Quinta   | Destinos Rivais                  | 22 de setembro de 2011 | 4 de outubro de 2012   | 711-759   |
|                    | Preto e Branco (Black & White)          | Quinta   | Aventuras em Unova (e Mais Além) | 11 de outubro de 2012  | 26 de setembro de 2013 | 760-804   |
|                    | XY                                      | Sexta    | A Série XY                       | 17 de outubro de 2013  | 30 de outubro de 2014  | 805-853   |
|                    | XY                                      | Sexta    | Desafio em Kalos (XY 2)          | 6 de novembro de 2014  | 22 de outubro de 2015  | 854-897   |
|                    | XY                                      | Sexta    | XY & Z                           | 29 de outubro de 2015  | 3 de novembro de 2016  | 898-944   |
|                    | Sol e Lua (Sun and Moon)                | Sétima   | Sol & Lua                        | 17 de novembro de 2016 | 21 de setembro de 2017 | 945-987   |
|                    | Sol e Lua (Sun and Moon)                | Sétima   | Ultra Aventuras                  | 5 de outubro de 2017   | 14 de outubro de 2018  | 988-1036  |
|                    | Sol e Lua (Sun and Moon)                | Sétima   | Ultra Lendas                     | 21 de outubro de 2018  | 3 de novembro de 2019  | 1037-1090 |
|                    | Jornadas (Journeys)                     | Oitava   | Jornadas                         | 17 de novembro de 2019 | 4 de dezembro de 2020  | 1091-1138 |
|                    | Jornadas (Journeys)                     | Oitava   | Jornadas de Mestre               | 11 de dezembro de 2020 | 10 de dezembro de 2021 | 1139-1186 |
|                    | Jornadas (Journeys)                     | Oitava   | Jornadas Supremas                | 17 de dezembro de 2021 | 16 de dezembro de 2022 | 1187-1237 |
|                    | Horizontes (Horizons)                   | Nona     | Horizontes                       | 14 de abril de 2023    | 29 de março de 2024    | 1238-1283 |
|                    | Horizontes (Horizons)                   | Nona     | A Busca por Laqua                | 12 de abril de 2024    | presente               | 1284-?    |
| Total de Episódios |                                         |          |                                  |                        |                        | 1340      |

#### No Brasil
Pokémon chegou ao Brasil no dia 10 de maio de 1999, sendo transmitido inicialmente no programa "Eliana e Alegria" da Record. No Cartoon Network, o anime estreou em 6 de setembro do mesmo ano, sendo transmitido inicialmente no "Talismã" e está sendo transmitido lá até os dias de hoje. Na TV aberta, Pokémon foi transmitido pela Record da 1ª até a 4ª temporada. Da 5ª temporada até a 7ª, foi transmitido pela Globo de uma forma um tanto quanto confusa, com demasiadas mudanças de horários de transmissão e ordem embaralhada de episódios. As temporadas 8, 9, 10, 11 e 12 só deram as caras na TV aberta através da Rede TV, que também transmitiu os episódios destas citadas temporadas de uma forma não muito convencional, visto que a Rede TV só transmitia Pokémon de forma "correta" e com horário fixo da 1ª temporada até o início da 5ª (quando o anime chegava no episódio 252, pulava direto para a oitava temporada, pois os direitos das demais temporadas ainda estavam com a Globo) através do TV Kids. Da 13ª temporada em diante nunca chegou a ser exibida na TV aberta, sendo transmitidas somente em canais de TV a cabo (Cartoon Network e Tooncast) e serviços de streaming (Netflix, Amazon Prime Video e TV Pokémon).

#### Especiais
Além da série principal e dos filmes, a série de anime também exibiu vários especiais completos e curtas de TV. Muitos desses especiais centrados em Pokémon lendários ou um ou mais dos personagens principais que são separados do elenco principal durante sua série correspondente, enquanto os episódios posteriores da história secundária feitos esporadicamente normalmente vão ao ar como episódios especiais.

### Spin-offs

#### Pokémon Chronicles
Pokémon Chronicles é um spin-off que conta histórias envolvendo os personagens secundários do anime. A maioria dos episódios de Chronicles foram chamados de Pocket Monsters Side Stories (ポケットモンスターサイドストーリー, Poketto Monsutā Saido Sutōrī; lit. "Histórias Paralelas de Pokémon"), sendo transmitidos na Weekly Pokémon Broadcasting Station. As demais partes da série são compostas pelo especial de TV Pocket Monsters Crystal e pela série de OVA Férias de Inverno do Pikachu.

#### Pokémon Origins
Pokémon Origins é um especial de TV que foi ao ar na TV Tokyo em 2 de outubro de 2013 e foi baseado na história original dos jogos Pokémon Red e Blue.

#### Pokémon Generations
Pokémon Generations é uma série ONA com curtas passados na versão norte-americana baseado nos traços de Pokémon Origins, possui um total de 18 episódios. Eles foram ao ar em 9 de dezembro de 2016 no canal Pokémon do YouTube.

#### Pokémon: Twilight Wings
Pokémon: Twilight Wings é uma série ONA baseado nos jogos de Pokémon Sword e Shield, possui um total de 8 episódios. Eles foram ao ar em 15 de janeiro de 2020 no canal Pokémon do YouTube.

#### Pokétoon
Pokétoon é uma série ONA com diferentes tipos de animações curtas com diferentes Pokémon, possui um total de 8 episódios. Eles foram ao ar pela primeira vez em junho de 2020 no canal japonês Pokémon no YouTube, e posteriormente, lançados na Pokémon TV em inglês em agosto de 2022, e posteriormente, no canal inglês Pokémon no YouTube no outono de 2022.

#### Pokémon Evolutions
Pokémon Evolutions  é uma série ONA com curtas passados na versão norte-americana baseado nos traços de Pokémon Generations, possui um total de 8 episódios. Eles foram ao ar em 9 de setembro de 2021 no canal Pokémon do YouTube.

#### Pokémon: Hisuian Snow
Pokémon: Hisuian Snow é uma série ONA baseado em Pokémon Legends: Arceus, possui um total de 3 episódios. Eles foram ao ar em 18 de maio de 2022 no canal Pokémon do YouTube.

#### Pokémon: Paldean Winds
Pokémon: Paldean Winds é uma série ONA baseado em Pokémon Scarlet e Violet, possui um total de 4 episódios. Eles foram ao ar em 6 de setembro de 2023 no canal Pokémon do YouTube.
Pokémon Concierge
Pokémon Concierge é uma série de animação stop motion produzida em parceria com a Netflix Animation, representando o dia a dia de um Resort Pokémon, possui uma temporada de 4 episódios. Eles foram ao ar em 28 de dezembro de 2023 na Netflix.

### Filmes

#### Filmes animados
Em 2020, houve 23 filmes de animação. Os primeiros dezenove filmes de animação são baseados na série de televisão, com o filme original sendo refeito no 22º. Os 20º, 21º e 23º filmes de animação são ambientados em uma continuidade alternativa ao anime. Os filmes são produzidos pelos estúdios de animação OLM, Production I.G, Xebec e Wit Studio, e distribuídos no Japão pela Toho, com vários estúdios distribuindo os filmes no Brasil. Eles foram dirigidos por Kunihiko Yuyama e Tetsuo Yajima e escritos por Takeshi Shudo, Hideki Sonoda, Atsuhiro Tomioka, Shōji Yonemura, Eiji Umehara e Aya Takaha.
1. Pokémon: The First Movie—Mewtwo Strikes Back (1998)
2. Pokémon: The Movie 2000—The Power of One (1999)
3. Pokémon 3: The Movie—Spell of the Unown (2000)
4. Pokémon 4Ever—Celebi: Voice of the Forest (2001)
5. Pokémon Heroes (2002)
6. Pokémon: Jirachi Wish Maker (2003)
7. Pokémon: Destiny Deoxys (2004)
8. Pokémon: Lucario and the Mystery of Mew (2005)
9. Pokémon Ranger and the Temple of the Sea (2006)
10. Pokémon: The Rise of Darkrai (2007)
11. Pokémon: Giratina and the Sky Warrior (2008)
12. Pokémon: Arceus and the Jewel of Life (2009)
13. Pokémon: Zoroark: Master of Illusions (2010)
14. Pokémon the Movie: Black—Victini and Reshiram & 
 Pokémon the Movie: White—Victini and Zekrom (2011)
15. Pokémon the Movie: Kyurem vs. the Sword of Justice (2012)
16. Pokémon the Movie: Genesect and the Legend Awakened (2013)
17. Pokémon the Movie: Diancie and the Cocoon of Destruction (2014)
18. Pokémon the Movie: Hoopa and the Clash of Ages (2015)
19. Pokémon the Movie: Volcanion and the Mechanical Marvel (2016)
20. Pokémon the Movie: I Choose You! (2017)
21. Pokémon the Movie: The Power of Us (2018)
22. Pokémon the Movie: Mewtwo Strikes Back: Evolution (2019)
23. Pokémon the Movie: Secrets of the Jungle (2020)

#### Filme live-action
Em 20 de junho de 2016, Legendary Entertainment foi anunciado, que eles adquiriram os direitos para fazer um filme live-action baseado no jogo eletrônico Detective Pikachu. O filme começou a pré-produção em 2017. Mais tarde naquele ano, foi relatado que Alex Hirsch e Nicole Perlman estarão escrevendo o roteiro. Dean Israelite, Robert Rodriguez e Tim Miller estavam sendo considerados como potenciais diretores. Toho vai distribuir o filme no Japão, enquanto Universal Pictures irá distribuí-lo fora do Japão. Em 30 de novembro de 2016, o Deadline revelou, que a Legendary Entertainment havia escolhido Rob Letterman para dirigir o filme. As estrelas do filme Justice Smith, Kathryn Newton, Ken Watanabe e Ryan Reynolds dão a voz ao filme. As filmagens começaram em Londres em janeiro de 2018 e o filme foi lançado em 10 de maio de 2019.

## Canais de transmissão
| País           | Emissoras |
| -------------- | --- |
| Japão          | - TV Tokyo (Temporadas 1-presente) - Kids Station (Temporadas 1-presente) |
| Estados Unidos | - Syndication (Temporada 1) - Kids' WB (Temporadas 1-8) - Cartoon Network (Temporadas 9-19) - Disney XD (Temporadas 20-22) - Netflix (Temporadas 23-presente) |
| Brasil         | - Record (Temporadas 1-4, Filmes 1, 4) - Cartoon Network (Temporadas 1-24) - RedeTV! (Temporadas 1-5 [eps: 1-262], 8-12, Filmes 1, 2, 8 e 9) - Rede Família (Temporadas 1-3 [Em parceria com a Record]) - Rede Brasil (Temporadas 1 [eps: 1-31] e 2) - TV Metrópole (1ª temporada) - Rede Globo (Temporadas 5-7) - SBT (Filmes 1, 2, 3, 7 e especial A Volta de Mewtwo) - Jetix (Filme 5) - HBO Family (Filme 5) - Tooncast (Temporadas 1-20) - TV Pokémon (Temporadas 1-24) - Netflix (Temporadas 1, 20-27 e Filmes 20-23) - Amazon Prime Video (Temporadas 3-5 e 10-19) - Telecine (Filmes 1-3, 8-19) - Star Channel (Filme 7) - 18, 35, 38, 252, 377, 397, 516, 588, 678 e 679 (D&P), 683, 684 e 712 (D&P), 796, 806, 807 (B&W) e 1003 (S&L) censurados. - Gloob (Temporadas 20-22) - Globoplay (Temporadas 20-22) - YouTube (Temporadas 1-5) |
| Portugal       | - SIC (Temporadas 1-10) - Biggs (Temporadas 10-23) - Netflix (Temporadas 1, 14-25 e Filmes 17-19, 22-23) - Panda Kids (Temporadas 22-26) - Amazon Prime Video (Temporadas 10-12) - 18, 35, 38 (O&P), 252, 377, 397, 516, 588, 678, 679, 683, 684, 712 (D&P), 796, 806 e 807 (B&W) censurados |
| França         | - Fox Kids/Jetix/Disney XD (até 31 de dezembro de 2013) - Canal J (desde 1 de janeiro de 2014) - Gulli (todas as temporadas) - TF1 (3 de janeiro de 2000 - junho de 2005) - MCM (primeiras temporadas) - M6 (reprises no M6 Kid) |
| Bélgica        | - Club RTL - VT4 - Vier (6 de setembro de 1999 - 31 de dezembro de 2015) - VTM (desde 2015) |

## Controvérsia
Embora famoso, o anime de Pokémon era e ainda é muito criticado. Um revés que chamou a atenção do mundo antes mesmo do anime ser exibido fora do Japão foi um acidente envolvendo o episódio 38, "Dennō Senshi Porygon", quando Pikachu libera um choque elétrico para destruir mísseis usados pela equipe Rocket. O efeito da frequência de flashes luminosos da animação original desencadeou reações em telespectadores epilépticos. Foram cerca de 700 casos documentados após a exibição do programa. Desde então, os efeitos foram trabalhados para evitar problemas em pessoas sensíveis, o episódio foi banido e a produção da série ficou parada por 4 meses antes de ela ser lançada fora do Japão. Além desse episódio, o anime foi banido na Turquia, após duas crianças, uma de sete anos e outra de quatro, saltarem da sacada de seus apartamentos em imitação aos personagens do desenho e também na Arábia Saudita, pois o governo alegou que ele estimulava a competição entre as crianças.